# EMBO Molecular Medicine
EMBO Molecular Medicine è una rivista medica ad accesso aperto e sottoposta a revisione paritaria, che si occupa di ricerca nel campo della medicina molecolare.
La rivista è stata pubblicata da Wiley-Blackwell in collaborazione con l'European Molecular Biology Organization dal suo lancio nel 2009 fino a dicembre 2013, quando è stata avviata la EMBO Press.
La rivista pubblica articoli di ricerca che provengono dall'area al confine tra la biologia molecolare e ricerca clinica. Tra le tematiche coperte vi sono, tra gli altri: la genetica, la terapia genica, la ricerca sul cancro e l'immunologia.
Secondo il Journal Citation Reports, nel 2023 la rivista aveva un fattore di impatto pari a 9,0.